# Anton Andreas Pichler
Anton Andreas Pichler (* 14. Juni 1770 in Spittelberg bei Wien; † 24. Juli 1823 in Wien) war ein österreichischer Buchdrucker, Buchhändler und Verleger.

## Leben und Wirken
Anton Andreas Pichler war der Sohn des Gastwirts Ulrich Joseph Pichler (um 1726–1782) und wuchs in der Gastwirtschaft auf dem Spittelberg bei Wien auf. Nach dem Schulbesuch nahm er 1785 eine vierjährige Lehre in der Trattner'schen Buchdruckerei in Wien auf.
Er kaufte 1793 von Johann Martin Weimar dessen Buchdruckerei mit dabeibefindlicher Buchhandlung in der Wiener Vorstadt Landstraße. In dieser verlegte er fortan neben Klassikern in Deutsch und in Latein die von seiner Schwägerin Caroline Pichler erarbeiteten Werke.
Während der Napoleonischen Kriege geriet seine Buchhandlung aufgrund der ungünstigen Zeitumstände in eine finanzielle Krise, die er 1808 mit Unterstützung seines Bruders und seiner Schwägerin erfolgreich überwinden konnte. Im darauffolgenden Jahr 1809 verlegte Pichler seine Buchdruckerei auf den Margaretenplatz in Wien. Nach Pichlers Tod 1823 übernahm  seine Witwe Elisabeth Pichler geborene Praller (1783–1865) die Geschäftsführung. Die Firma erhielt die Bezeichnung „Anton Pichler's sel. Witwe“. Der gemeinsame Sohn Franz Pichler (1808–1891) trat 1852 als Gesellschafter der Firma bei, die nun den neuen Namen „Anton Pichler's Witwe und Sohn“ trug.
Der heutige Schulbuchverlag Hölder-Pichler-Tempsky in Wien ist ein Nachfolgeunternehmen, das u. a. auch an die lange Tradition von Anton Andreas Pichlers Verlag anknüpft.

## Verlagspublikationen (Auswahl)
1813 begann mit dem Druck und dem Verlag des Bilderbuches zum Nutzen und Vergnügen der Jugend von Friedrich Johann Justin Bertuch die Herausgabe von vorrangig für die Jugend bestimmter Literatur, für die der Verlag später besonders bekannt wurde.